# Night Light (série de televisão)
Night Light (hangul: 불야성; rr: Bulyaseong) é uma série de televisão sul-coreana estrelada por Lee Yo-woon, Jin Goo, e Uee. Foi ao ar na MBC TV todas as segundas e terças às 22:00 (KST), a partir de 21 de novembro de 2016.

## Sinopse
Uma história de três pessoas impulsionado por sua ganância imortal enquanto clamam por riqueza e poder a fim de reinar supremo no topo da cadeia alimentar. Seo Yi-kyung (Lee Yo-won), uma fria cristal de mulher que está disposta a fazer qualquer coisa por suas ambições e não acredita que a ganância é um pecado. Park Gun-woo (Jin Goo), um homem de coração caloroso e de espírito livre e herdeiro de uma grande empresa que foi traído por seu amor, Yi-kyung, 12 anos antes. Lee Se-jin (Uee) é uma pessoa contratada e vem de uma família pobre, ela perdeu seus pais quando ela era jovem, e quer desesperadamente escapar de sua situação.

## Elenco

### Principal
- Lee Yo-ganhou como Seo Yi-kyung[1]

Uma mulher fria e a personificação da paixão acalorada que quer ser a rainha de seu próprio empreendimento.
- Jin Goo como Park Gun-woo[6]

Um filho de chaebol com uma personalidade de espírito livre, e inicialmente decide deixar de lado seu status para buscar música
- Uee como Lee Se-jin[8]

Uma pobre mulher, que trabalha em vários empregos para mudar sua vida.

### Apoio

#### S Finanças
- Choi Il-hwa como Seo Bong-soo
- Choi Min , como Jo Seong-mook
- Calço Yi-young como Escritor Kim
- Jung Hae-in como Tak[10]

#### Famílis Sejin
- Yoon Bok-in como Hwa Kim sook
- Kim Go-eun como Shin Música-mi

#### Grupo Mujin
- Han Jung-yong como Park Moo-il
- Lee Jae-yong como Park Moo-sam
- Nam Gi-ae como Moon Hee-jeong

#### Tianjin Finanças
- Jun Gook-hwan como Son Ee-sung
- Park Seon-woo como Son Gi-tae
- Lee Ho-jung como Son Ma-ri[11]

#### BaekSong Fundação
- Jung Dong-hwan como Jang Tae-joon
- Song Yeong-kyu como Nam Jong-kyu

### Outros
- Lee Yoon-sang
- Cha Sun-hyung
- Hwang Shi-myung
- Kim Sa-hoon
- Sung Nak-kyung
- Min Joon-hyun
- Seo Yoon-seok
- Kim Hyun
- Na Jong-soo
- Kwon Hyeok-soo
- Jun Jin-gi
- Son Sun-keun
- Kim Yong-hwan
- Bae Gi-beom

### Convidados
- Kim Kang-hyun
- Jung Seung-gil
- Oh Jung-se

## Produção
A primeira leitura do roteiro ocorreu em 27 de setembro de 2016 na Estação de Transmissão da  MBC em Sangam, Coréia do Sul, e as filmagens começaram em 4 de outubro em Seul. O elenco começou a filmar em Fukuoka, Japão, no dia 16 de outubro. As filmagens então mudaram Nagoya em 30 de outubro.

### Controvérsia de pagamentos
Três meses após o fim da Night Light, a subsidiária da TV Chosun , C-Story, um de seus produtores, foi acusado de não compensar devidamente os atores do drama. Quando procurados para comentar, a administração da empresa disse que estava "confusa com os relatórios e que, embora os pagamentos tenham sido atrasados, eles estão se comunicando com todos os atores ainda não pagos".

## Transmissão internacional
A Netflix adquiriu os direitos internacionais para o drama, e distribui a série sobre o nome de White Nights.